# Megachile flavibasis
Megachile flavibasis är en biart som beskrevs av Cockerell 1920. Megachile flavibasis ingår i släktet tapetserarbin, och familjen buksamlarbin. Inga underarter finns listade i Catalogue of Life.